# Budapester Zeitung
Die Budapester Zeitung ist eine deutschsprachige ungarische Wochenzeitung in Budapest.
Jan Mainka, Herausgeber der von ihm 1999 gegründeten Budapester Zeitung, sieht sich in einer wichtigen sozialen Rolle beim Bau einer Brücke zwischen den Ungarn und den nicht-ungarisch sprechenden Ausländern im Land. Sie erscheint in einer Auflage von etwa 7.000 Exemplaren pro Woche. Die Themenspanne reicht von Politik, über Wirtschaft, bis hin zu Kultur und lokalen Themen in Budapest. Die Zeitung richtet sich in erster Linie an in Ungarn lebende deutschsprachige Personen.
Nach dem Regierungswechsel 2010 zur Regierung Orbán mehrten sich die kritischen internationalen Pressestimmen, besonders bezüglich des Mediengesetzes und der neuen ungarischen Verfassung. Hierbei bemängelte Mainka als Chefredakteur vorschnelle und einseitige Darstellungen, vor allem in der Bundesrepublik Deutschland, und forderte in einem offenen Brief zum Jahreswechsel 2011 eine sachlichere Berichterstattung.
Seit 2003 gibt es das englischsprachige Schwesterblatt „The Budapest Times“. Dessen Chefredakteur ist Allan Boyko. Der gemeinsame Verlag beider Zeitungen, BZT Media Kft., befindet sich vollständig in Privatbesitz von Jan Mainka und seiner Frau. Jan Mainka sieht sich als nicht-rechtsradikaler Verfechter der Meinungsfreiheit und Medienvielfalt in Ungarn und grenzt sich inhaltlich von den öffentlich-rechtlichen Medien in Deutschland ab, die er als Mainstream-Medien bezeichnet.